# 安诺夫卡村委员会
安诺夫卡村委员会（俄语：Анновский сельсовет）是俄罗斯联邦阿穆尔州伊万诺夫卡区所属的一个村委员会。其下辖有3个居民点，行政中心为安诺夫卡。据2016年统计，该村委员会的人口为824人。